# U̓
U̓ (minuscule : u̓), appelé U virgule suscrite, est une lettre latine utilisée dans l’écriture du heiltsuk.
Il s’agit de la lettre U diacritée d’une virgule suscrite.

## Représentations informatiques
Le U virgule suscrite peut être représenté avec les caractères Unicode suivants : 
- décomposé (latin de base, diacritiques) :

| formes    | représentations | chaînes de caractères | points de code | descriptions                                          |
| --------- | --------------- | --------------------- | -------------- | ----------------------------------------------------- |
| capitale  | U̓               | U◌̓                    | U+0055 U+0313  | lettre majuscule latine u diacritique virgule en chef |
| minuscule | u̓               | u◌̓                    | U+0075 U+0313  | lettre minuscule latine u diacritique virgule en chef |

## Sources
- Alphabet heiltsuk, Bella Bella Community School.